# Nikola Boranijašević
Nikola Boranijašević (in serbo Никола Боранијашевић?; Nova Varoš, 19 maggio 1992) è un calciatore serbo, difensore svincolato.

## Caratteristiche tecniche
È un terzino destro.

## Carriera
Cresciuto nel settore giovanile del Borac Čačak, ha esordito in prima squadra il 9 marzo 2011 disputando l'incontro di campionato vinto 3-1 contro il Čukarički Stankom.

## Palmarès

### Club

#### Competizioni nazionali
- Challenge League: 1

Losanna: 2019-2020
- Campionato svizzero: 1

Zurigo: 2021-2022